# Кердери (мавзолей)
Кердери — мавзолей в Казахстане, обнаруженный на дне Аральского моря после его обмеления. Приблизительно датируется XI—XIV веками. Долгое время находился на глубине около 20 м.

## История открытия
Памятник был обнаружен 27 июля 2001 года археологической экспедицией Кызылординского государственного университета.

## Описание
Мавзолей имеет форму овального бугра размером 42×30 метров и высотой 2,3 метра. Фундамент сооружения состоит из каменных плит высотой 1,5 метра. Кердери был построен из обожжённого кирпича и обложен глазурованными и неглазурованными декоративными плитками. Мавзолей окружён погребениями и различными ремесленными мастерскими. Также рядом располагался город, большая часть которого, видимо, до сих пор находится под водой. 
Мавзолей ориентирован по углам света и имеет в плане форму прямоугольника. Юго-западная часть стены сохранилась на высоту в шесть рядов кирпичей.
Вход в мавзолей находился в юго-западной части сооружения и оформлен портальной нишей шириной 2 метра, прямоугольное обрамление и свод которой был украшен глазурированными плитками с растительным и геометрическим орнаментом, эпиграфикой.
Найденные здесь же фрагменты декоративных округлых кирпичей позволяют предположить, что архивольт арки ниши опирался на встроенные в углы ниши трехчетвертичные колонны. Мавзолей, находившийся в центральной части некрополя, сейчас представляет собой оплывший холм высотой менее двух метров. Но когда-то стены его были выложены жженым кирпичом, а фундамент представлял прочную конструкцию из каменных плит. Столь массивный фундамент нетипичен для аналогичных сооружений Центральной Азии.
Видимо, древние градостроители учли особенности грунта - нестабильного и илистого. Поражает и толщина стен - в самом узком месте она не менее метра. Вход в мавзолей украшал портал, выложенный сохранившейся до наших дней глазурованной плиткой с золотыми надписями на арабском языке.
Раскопки мавзолея принесли также немало открытий. В центральном зале было обнаружено несколько захоронений в деревянных гробах, но, что самое интересное, погребения проводились по мусульманскому обряду, следуя которому рядом с покойником не оставляли никакого погребального инвентаря. Только в одном из захоронений ученые нашли золотые сережки.
В последний день экспедиции археологи наткнулись на отлично сохранившуюся портальную стену. Как оказалось, море подмыло мавзолей со всех сторон, и портальная стена рухнула целиком. Кирпичи падали сверху, вода намыла песок, и в результате до наших дней отлично сохранился глазурованный артефакт, анализ которого раскроет многие тайны поселений на дне Аральского моря.
Во внутренних гурханах - залах, поделенных на две части, хоронили как мужчин, так и женщин с детьми. Всего исследователи отыскали здесь семь погребений типа сагана, и все они относятся к концу XIV века.
Центральное захоронение, перекрытое четырьмя массивными плитами, оказалось пустым. Исключением является погребение, расположенное в северо-западной осевой нише. Могильная яма была обложена камнем.
В склепе была также найдена пара золотых сережек в виде головы барса, кусающего свой хвост. Такой предмет совершенно нехарактерен для людей, исповедующих ислам. Данная находка может свидетельствовать о том, что в это время в Арал-Асаре были сильны родовые традиции шаманизма и тенгрианства. Когда раскопки мавзолея подходили к концу, ученые нашли настоящий клад, в южном углу под полом - большой кувшин, высотой 40 сантиметров с боковой ручкой.
В 25 километрах от Кердери был обнаружен второй мавзолей и ещё одно поселение.